# Panayiótis Paraskevópoulos

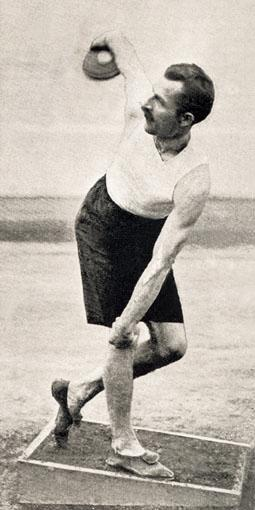
Panayiotis Paraskevopoulos en 1896

Panayiótis Paraskevópoulos (en grec moderne : Παναγιώτης Παρασκευόπουλος), né en 1875 en Gortynie et mort le 8 juillet 1956 à Corfou, est un athlète grec, vice-champion olympique lors des Jeux olympiques de 1896 à Athènes.

## Biographie
Panayiótis Paraskevópoulos apparait comme l'un des athlètes grecs les plus en vue lors des Jeux olympiques en 1896. Il dispute le premier jour l'épreuve du lancer du disque, discipline dans laquelle les grecs sont considérés comme des spécialistes. En tête du concours, il réalise lors de son dernier jet une marque de 28,955 mètres sous les ovations de la foule, certaine de voir en lui un futur champion. Il est cependant battu au grand désespoir du public lors du cinquième et dernier essai par l'Américain Robert Garrett qui atteint 29,15 mètres. Le principal problème de Paraskevópoulos est qu'il avait pour caractéristique de lancer ses disques avec un style rappelant la statue du Discobole de Myron, symbole de la perfection athlétique.
Paraskevópoulos participe aussi aux Jeux olympiques de 1900 à Paris dans l'épreuve du lancer du disque, où il termine cinquième et dans celle du lancer du poids où il termine quatrième.
Il prend une licence au Racing Club de France et remporte à quatre reprises le concours de lancer de poids du Championnat de France entre 1901 et 1904. En 1901, il s'impose au poids et au disque en battant à chaque fois les records de France qui dataient de 1899. Il porte son record au poids à 12 m 27 en 1903. Le mois suivant, il lance à 12 m 61 lors d'un meeting mais son record ne sera pas homologué car les officiels se rendirent comptent que le projectile ne pesait pas le poids règlementaire. Au Meeting international de Spa en 1904, il remporte les concours de lancer de poids et de disque.
Le style classique du lancer de disque de Paraskevópoulos est considéré comme une reconstitution du lancer tel qu'il était exécuté du temps des Jeux olympiques antiques. Il lançait face à la zone en prenant uniquement de l'élan avec son bras. Lors des Championnats de France d'athlétisme 1902 où il est tenant du titre, Marius Eynard le bat avec un style composé de trois mouvements rapides des pieds décrivant un cercle, qui lui permit de battre le record du monde.

## Palmarès

### Jeux olympiques
- Jeux olympiques d'été de 1896 à Athènes
  -  Médaille d'argent au lancer du disque
- Jeux olympiques d'été de 1900 à Paris
  - 4e au lancer du disque
  - 5e au lancer du poids

### Championnats de France
- Champion du lancer du poids en 1901, 1902, 1903 et 1904
  - Vice-champion du lancer du poids en 1905
- Champion du lancer du disque en 1901
  - Vice-champion du lancer du disque en 1902
- Lancer de javelot style libre hors championnat : 41,20 m en 1914[9]